# Língua turca coraçone
A língua Turco Coraçone (Xorasan Türkçesi, em persa: ترکی خراسانی, Torki-e Khorasani), ou Turco Qizilbash é uma variante da família das línguas turcomanas que é falada nas províncias Coração do Norte e Coração Razavi do norte do Irã. Seus falantes falam também a língua persa. 

## Escrita
O Coraçone Turco utiliza duas diferentes escritas:
- Árabe com 36 símbolos (letras)
- Latina modificada - com 32 simbolos

## Fonologia

### Consoantes
|             | Labial | Labial | Alveolar | Alveolar | Palatal | Palatal | Velar | Velar | Uvular | Uvular | Glotal | Glotal |
| ----------- | ------ | ------ | -------- | -------- | ------- | ------- | ----- | ----- | ------ | ------ | ------ | ------ |
| Plosiva     | p      | b      | t        | d        |         |         | k     | ɡ     | q      |        |        |        |
| Africada    |        |        |          |          | t͡ʃ      | d͡ʒ      |       |       |        |        |        |        |
| Fricativa   | f      | v      | s        | z        | ʃ       |         | x     | ɣ     |        |        | h      |        |
| Nasal       | m      | m      | n        | n        | ɲ       | ɲ       | ŋ     | ŋ     |        |        |        |        |
| Vibrante    |        |        | r        | r        |         |         |       |       |        |        |        |        |
| Lateral     |        |        | l        | l        |         |         |       |       |        |        |        |        |
| Aproximante |        |        |          |          | j       | j       |       |       |        |        |        |        |

## Amostra de texto
t
ال غسا بیر زیود پدیشهی بـهریدی.
خوداوندی آلم اونا هیچ اوغول اتا ایلهمامیشدی.
بدن وازیره دهدی: «ای وازیر, منده کی اوغول یوخدی. من نه چاره ایولیم»؟
وازیر دهدی: «پادیشای قیبلنهیی آلم, سن بو مالیموالی نیلیسن»؟

Transliterado

Al ğəssa bir ziüəd pədişəhi bərıdı.
Xodavəndi ələm ona hiç oğul ata eləmamişdi.
Bədən vazirə dədi: «Ey vazir, məndə ki oğul yoxdı. Mən nə çarə eülem?»
Vazir dədi: «Padişai qıbləyi aləm, sən bu malıəmvalı nəyliyəsən?»
Português
Assim, houve um padisha chamado Ziyad .
Deus Todo-Poderoso não lhe tinha dado nenhum filho .
Então, ele falou com seu vizir : "Oh Vizir , eu não tenho filho que devo fazer sobre isso. ? "
O vizir disse : " Senhor do mundo todo, o que você vai fazer com esse poder? "